# RM-51
RM-51 (Raketomet vzor 1951, în cehă: lansatorul de rachete model 1951),  este un aruncător de proiectile reactive dezvoltat de către Cehoslovacia la începutul anilor 1950. Sistemul consta într-un lansator cu 32 de tuburi montat pe șasiul unui camion Praga V3S cu tracțiune integrală (6×6). Aruncătorul RM-51 a fost exportat și în alte variante care foloseau camionul de fabricație sovietică ZiS-151/ZIL-157 sau camionul de fabricație austriacă Steyr 680 M3.

## Istorie

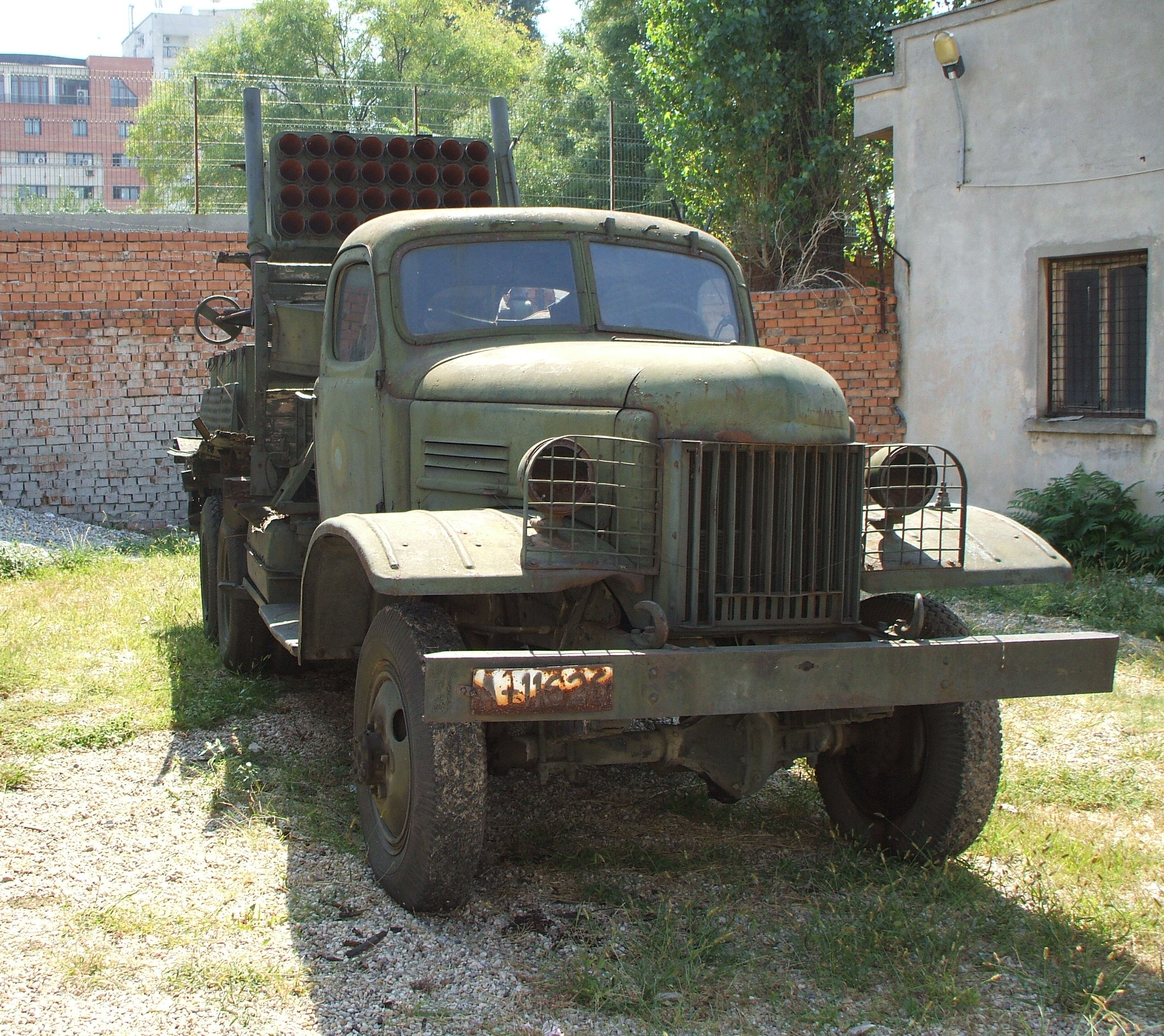
Aruncătorul de proiectile reactive R-2 expus la Muzeul Militar Național.

Aruncătorul de proiectile reactive a fost proiectat în Cehoslovacia după sfârșitul celui de-al Doilea Război Mondial de către firmele Skoda, Zbrojovka Brno și VTÚ (vojenskę technickę ústav, Institutul de Tehnică Militară). În 1949, diametrul rachetelor a fost limitat la două opțiuni: calibrul 130 mm (denumit RK-2) și 210 mm (denumit RK-3). Prototipul rachetei RK-2 a fost terminat la începutul anului 1950. Proiectul a fost la un pas de a fi oprit de către URSS, din cauza sistemului diferit de lansatoarele sovietice Katiușa. În cele din urmă, proiectul a putut fi reluat, iar sistemul a intrat în dotarea armatei cehoslovace în luna mai a anului 1952. Pentru platforma de transport au fost testate mai multe variante, precum un afet cu două roți, un transportor blindat OT-810 (o variantă a transportorului blindat german SdKfz 251 fabricată de Cehoslovacia după război) și camionul de fabricație americană Studebaker. În cele din urmă, a fost ales camionul Praga V3S cu trei punți și tracțiune integrală (6×6). Pe 9 mai 1956, lansatorul de rachete, denumit oficial Raketomet vzor 1951 a fost prezentat publicului.

## Utilizare în România
RM-51 a intrat în dotarea Armatei Române după anul 1956, fiind denumit oficial R-2. Sistemele de artilerie reactivă erau organizate în divizioane a câte 12 aruncătoare, fiind alocate Brigăzii 74 Obuziere Roman și Brigăzii 175 Aruncătoare Galați. În 1967, Comandamentul Artileriei Forțelor Armate (CAFA) a luat decizia menținerii în uz a instalațiilor de lansare R-2 de calibrul 130 mm, în ciuda achiziționării sistemului sovietic de artilerie reactivă BM-21 GRAD. Aruncătoarele R-2 foloseau inițial camionul ZiS-151, înlocuit ulterior cu modelul ZIL-157.

## Utilizatori
Cehoslovacia a exportat lansatorul de rachete RM-51 în următoarele țări:
- Austria - 18 livrate în 1964, denumite M51, sistemul de lansare era montat pe șasiul camionului Steyr 680 M3 (6×6)[4].
- Bulgaria - 24 livrate în 1963
- Cuba - 20 livrate între 1965-1966
- Egipt - 50 livrate între 1957-1958
- Libia - 36 livrate între 1976-1977
- România - 58 livrate între 1956-1965